# Pavlos Filippou
Pavlos Filippou (... – 28 settembre 2021) è stato un regista cinematografico, direttore della fotografia e montatore greco.

## Filmografia
- Olympia (1964)
- Oti labei einai hrysos (1966)
- Il clan dei violenti (come Paul Philip, 1972)
- Dolofoniste ton Makario (1975)
- S.S. sezione sequestri (1976)
- Ypopsies (1977)
- Nel mirino di Black Aphrodite (come Saul Filipstein, 1977)
- Ekati (1979)
- Gynaikes sta opla (1979)
- Xevrakotos Romios (1980)
- Polites B' katigorias (1981)
- Agries kotes (1981)
- To paidi tou solina (1982)
- Sta sagonia tis Eforias (1983)
- Granita apo melani (1983)
- O tsigganos (1984)
- Kai klaaama... sta sholeia (1984)
- Koritsia gia tsibima (1985)
- Radio-Arvyla (1986)
- Oi atsides! (1986)
- Gomena ypsilou kindynou (1987)
- Souper giagia enantion M35 (1987)
- O teleftaios....... batsos (1987)
- O Salonikios (1987)
- O evro... gomenos (1987)
- O anikanos (1987)
- Kataskopoi tis symforas (1987)
- I trella paei sta... sholeia (1987)
- Epiheirisi: Proika (1987)
- Enas vlakas me patenta (1987)
- Astynomos Tsahpinis (1987)
- Allos gia to trelladiko (1987)
- O erastis tou... antra mou (1988)
- Loufes... toufes... erotes... (1988)
- Kai ti mia... kai tin alli... kai tin triti (1988)
- Dyo koritsia sto krevati mou (1988)
- Yper epeigon (1989)
- O pilotos tis kolaseos (1989)
- Filippineza se timi efkairias (1989)
- Enas paraxenos erotas (1989)
- Dyo fores pseftis (1989)